# Белореченский (Луганская область)
Белоре́ченский — посёлок в Лутугинском районе Луганской области Украины.
Посёлок образует Белореченский поселковый совет. Поселковому Совету подчиняются посёлки Камышеваха, Комсомолец, Сборное, Шимшиновка.

## Географическое положение
Расположен в 17 км от районного центра (Лутугино), в 4 км от железнодорожной станции Сборная. Соседние населённые пункты: посёлки Сборное на севере, Белое на северо-западе, Комсомолец, Камышеваха и Шимшиновка на западе, Новопавловка и Ясное на юго-западе, Врубовский, Успенка, Ленина на юго-востоке, Челюскинец на востоке.

## История
Шахта и посёлок, построены в начале XX века, во время Гражданской войны были разрушены.
Строительство новой шахты «Белореченская» и поселка началось в 1950 году, а завершено в 1957 году.
С 1957 года — посёлок городского типа.
В январе 1989 года численность населения составляла 5601 человек.
До 1990 года в поселке была музыкальная школа с обучением игры на духовых, струнных, клавишных (фортепиано, баян, аккордеон) и ударных инструментах. В пгт. Белореченский работает КУ «Белореченская ОШ I—III ступеней», а также школа-интернат, профессионально-техническое училище, готовящее строителей.
В августе 2011 года при активном финансовом содействии шахты и благодаря личному участию поселкового головы Нечипоренко Максима Борисовича в посёлок был проведен газ. Кроме неоднократной финансовой поддержки, «Белореченская» оказала непосредственную помощь в строительстве газопровода (на шахте были отлиты бетонные фундаменты для 4 км газопровода, в работах по прокладке газотрассы участвовала бригада участка монтажно-демонтажных работ «Белореченской»). При поддержке шахты проводится ремонт коммунальных систем и выделяются средства для благоустройства поселка. Необходимое давление воды в водопроводе поддерживает повысительня насосная станция шахты. Также восстанавливается система водоснабжения и канализации Белореченского: был проложен магистральный трубопровод до центральной насосной станции и проведена чистка канализационных систем.
По состоянию на 1 января 2013 года численность населения составляла 3334 человека.
С весны 2014 года — под контролем Луганской Народной Республики.

## Промышленность
- ООО "Шахта «Белореченская» — одно из крупнейших угольных предприятий Луганской области. Среднесуточная добыча угля — 5—5,5 тысяч тонн;
- Шахта им. ХІХ съезда КПСС (добыча угля — 800 тонн в сутки);
- Белореченская центральная обогатительная фабрика. Ежедневно обрабатывает 3100 тонн угля;

## Местный совет
92016, Луганская обл., Лутугинский р-н, пгт. Белореченский, ул. Ленина, 14.